# Elecciones presidenciales de Togo de 2005
Las elecciones presidenciales de Togo de 2005 se realizaron anticipadamente el 24 de abril de dicho año tras la muerte de Gnassingbé Eyadéma, dictador del país durante casi cuatro décadas. Los principales candidatos fueron el hijo de Eyadéma, Faure Gnassingbé, y el líder de la oposición Emmanuel Bob-Akitani. Las elecciones y el período precedente fueron marcados por la violencia, con muchas personas reportadas muertas en varios incidentes. Según los resultados oficiales, Gnassingbé ganó las elecciones, con un poco más del 60% de los votos. La violencia estalló en la capital Lomé después de que los resultados fueran anunciados, y miles huyeron a los países vecinos.

## Antecedentes
La muerte de Eyadéma el 5 de febrero de 2005 fue seguida por el nombramiento prácticamente arbitrario e inconstitucional de su hijo, Faure, como presidente. Esta movida fue inicialmente impulsada por las cúpulas militares que habían llevado a Eyadéma al poder en 1967, y posteriormente "legalizada" por la Asamblea Nacional (dominada por el partido gobernante Unión del Pueblo Togolés o RPT) que ratificó a Faure en el cargo de Presidente de la Asamblea Nacional, volviéndolo teóricamente sucesor directo del Presidente. Posteriormente, la Asamblea Nacional modificó unilateralmente la constitución para que las próximas elecciones presidenciales no tuvieran que celebrarse en 60 días, lo que permitiría que Faure finalizara el mandato de su padre, destinado a terminar en 2008. La oposición calificó estas acciones como un golpe de Estado, y exigieron que se respetara la constitución y se designara a Fambaré Ouattara Natchaba, antiguo Presidente de la Asamblea Nacional, como Presidente. Bajo la fuerte presión de otros países de la región, Gnassingbé renunció el 25 de febrero y fue reemplazado por Bonfoh Abass; las elecciones fueron programadas para abril.

## Campaña
Faure fue formalmente elegido como candidato de la RPT inmediatamente antes de su dimisión el 25 de febrero. El principal líder de la oposición, Gilchrist Olympio no pudo presentar su candidatura debido a la disposición constitucional que exigía que los candidatos residieran en Togo al menos por doce meses antes de la elección. Olympio se encontraba en el exilio, por lo que su partido, la Unión de Fuerzas para el Cambio (UFC), designó a su vicepresidente, Emmanuel Bob-Akitani, como candidato presidencial, representando a una coalición de seis partidos. Bob-Akitani, que fue elegido como candidato conjunto de los seis partidos el 14 de marzo, se había enfrentado previamente contra el padre de Gnassingbé en las elecciones de 2003, recibiendo algo más de un tercio de los votos. Olympio regresó al país desde el exilio el 19 de marzo y respaldó la candidatura de Bob-Akitani. Harry Olympio de la Agrupación para el Apoyo a la Democracia y el Desarrollo (RSDD) dijo a mediados de marzo que sería candidato; hizo hincapié en la edad avanzada de Bob-Akitani al decir que Togo necesitaba un liderazgo joven. Gnassingbé, a la edad de 38 años, era aún más joven que Harry Olympio, y trató de usar esto en su favor afirmando lo mismo. Otro candidato, Kofi Yamgnane, se retiró de la elección en favor de Bob-Akitani el 23 de marzo.
Los candidatos tenían hasta el 26 de marzo para registrarse, y la campaña tuvo lugar del 8 al 22 de abril. La oposición exigió el aplazamiento de las elecciones y continuó haciéndolo después de que la Comisión Electoral Nacional Independiente anunciara que los comicios se realizarían en la fecha prevista. El 26 de marzo se celebraron manifestaciones tanto en favor como en contra de que la fecha de la elección fuera el 24 de abril. El registro de los votantes comenzó el 28 de marzo; denunciándose varias irregularidades en el proceso de registro, el 29 de marzo los candidatos menores Harry Olympio y Nicolas Lawson del Partido para la Renovación y la Redención (PRR) también pidieron que la elección se aplazara un mes. Harry Olympio alegó que algunos partidarios de la oposición no podían registrarse, que las tarjetas de votantes emitidas para los difuntos estaban siendo distribuidas y que la gente estaba siendo intimidada por el ejército, predijo un "fraude electoral masivo" y dijo que de no posponerse las elecciones, la oposición llamaría a protestas masivas y a una revolución.
El 16 de abril, siete personas, seis del partido gobernante y uno de la oposición, murieron en enfrentamientos entre partidarios de ambos partidos. Cada lado acusaba al otro de provocar la violencia.
Unos días antes de las elecciones, el ministro del Interior, Francois Boko, dijo que sería "suicida" celebrar las elecciones tal y como estaba planeado y pidió que se pospusieran. También pidió que se estableciera un gobierno de transición que durara uno o dos años con un primer ministro de la oposición. Esta llamada fue rápidamente rechazada por el presidente interino Bonfoh Abass, quien también dijo que Boko sería reemplazado como ministro del Interior. Bob-Akitani, que también quería que las elecciones fueran pospuestas, calificó la acción de Boko de "valiente". Ante las declaraciones de Boko, Lawson retiró su candidatura.
Cuando terminó la votación el 24 de abril, se informó que tres personas habían muerto en los enfrentamientos. Partidarios del gobierno y de la oposición se acusaron mutuamente de relleno de urnas, doble voto, y otra serie de actividades fraudulentas. El 25 de abril, antes del anuncio de los resultados, Gnassingbé y Gilchrist Olympio llegaron a un acuerdo que preveía el establecimiento de un gobierno de unidad nacional, independientemente de quién ganara las elecciones, pero la oposición posteriormente negaría dicho acuerdo.

## Resultados
El 26 de abril se anunciaron los resultados provisionales; Gnassingbé había ganado con el 60.22% de los votos, con Bob-Akitani ocupando el segundo lugar con 38.19%. Harry Olympio recibió sólo el 0.55% de los votos, mientras que Lawson obtuvo el 1.04% a pesar de haberse retirado de la elección. El 63.58% de los votantes registrados participaron en las elecciones. El Tribunal Constitucional confirmó la victoria de Gnassingbé el 3 de mayo, cuando se dieron a conocer los resultados oficiales.
| Candidato                          | Partido                                                  | Votos     | %    |
| ---------------------------------- | -------------------------------------------------------- | --------- | ---- |
| Faure Gnassingbé                   | Unión del Pueblo Togolés                                 | 1.327.537 | 60.2 |
| Emmanuel Bob-Akitani               | Unión de Fuerzas para el Cambio                          | 841.797   | 38.2 |
| Nicolas Lawson                     | Partido para la Renovación y la Redención                | 22.980    | 1.0  |
| Harry Olympio                      | Agrupación para el Apoyo a la Democracia y el Desarrollo | 12.033    | 0.5  |
| Votos en blanco/anulados           | Votos en blanco/anulados                                 | 83.932    | –    |
| Total                              | Total                                                    | 2.288.279 | 100  |
| Votantes registrados/participación | Votantes registrados/participación                       | 3.599.306 | 63.6 |
| Fuente: Adam Carr                  |                                                          |           |      |

## Consecuencias
El 27 de abril, once personas murieron y noventa y cinco resultaron heridas en enfrentamientos, mientras los partidarios de la oposición luchaban contra la policía en Lomé. Posteriormente, Bob-Akitani se declaró Presidente, alegando haber obtenido cerca del 70% de los votos. Al 29 de abril, se informó que aproximadamente 100 personas habían muerto, muchas en la ciudad de Aného, cerca de la frontera con Benín. Mientras que según los informes Lomé estaba muy tranquila al momento de anunciarse los resultados, hombres armados dispararon en el Centro Cultural Alemán antes de quemar el edificio en la tarde del 28 de abril.
Gnassingbé fue juramentado como presidente el 4 de mayo. La Liga Togolesa de Derechos Humanos dijo a finales de mayo que 790 personas habían muerto y 4.345 habían resultado heridas en la violencia, que abarcaba el período del 28 de marzo al 5 de mayo, cifra considerablemente más alta que las estimaciones anteriores de un número de muertos alrededor de 100. Una comisión oficial de investigación sobre la violencia ha sido ordenada por el gobierno, y su resultado se esperaba en menos de tres meses. Alrededor de 24.000 personas, aparentemente, huyeron del país durante el proceso electoral, la mayoría hacia Ghana y Benín.